# Хаман, Отто
Отто Хаман (Otto Hamann) — немецкий зоолог.

## Биография
Отто Хаман родился в 1857 году. Изучал медицину и естественные науки в Йене, в течение нескольких лет состоял ассистентом у Геккеля и в 1884 году в качестве приват-доцента начал читать лекции зоологии и сравнительной анатомии в Гёттингене.
В 1892 году назначен профессором и в то же время прикомандирован к Королевской библиотеке в Берлине. Работы Хамана касаются организации кишечнополостных, иглокожих и червей. В позднейших работах Хаман выступает против учения о естественном подборе и против дарвинизма вообще.

## Труды
- «Organismus der Hydroidpolypen» (Йена, 1882);
- «Beiträge zur Histologie der Echinodermen» (части 1 — 4, Йена, 1884—89);
- «Die Nemathelminthen» (Йена, 1891 и 1895);
- «Entwicklungslehre und Darwinismus» (там же, 1892);
- «Ernst Haeckel und seine Kampfesweise» (Гёттинген, 1893);
- «Europäische Höhlenfauna» (там же, 1896);
- «Die Echinodermen» («Bronns Klassen und Ordnungen des Thierreichs», 1899).